# 塞夫爾橋站
塞夫爾橋站（法語：Pont de Sèvres）是巴黎地鐵的一個車站，位於塞夫爾橋的附近。塞夫爾橋站開業於1934年2月3日，是巴黎地鐵9號線延長工程的一部分。塞夫爾橋站未來將成為巴黎地鐵15號線的車站。

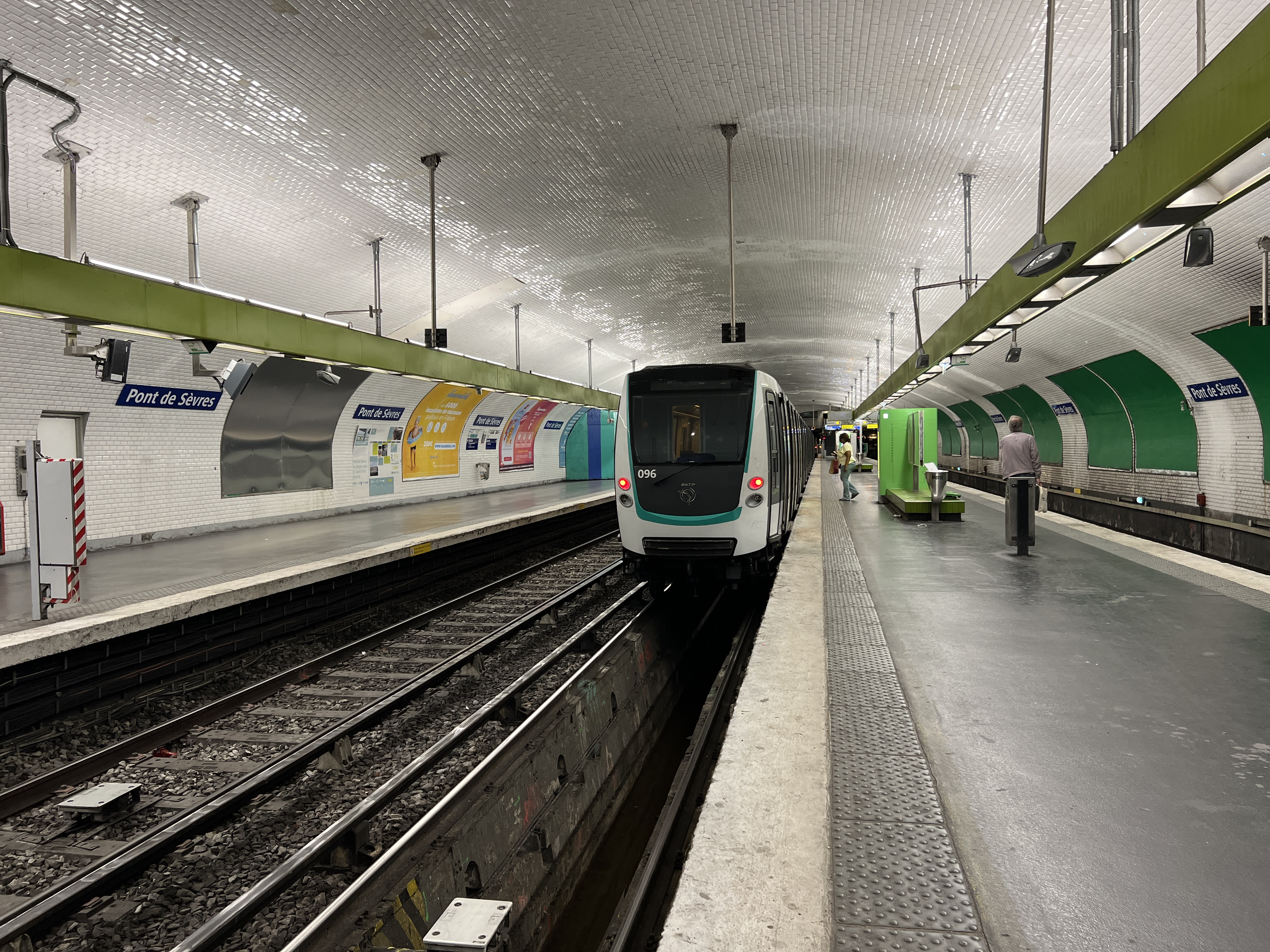
月台（2022年7月）

## 車站結構
| 街道層    |                    |                        |
| B1        | 夾層               |                        |
| 9號線月台 | 側式月台，右側開門 | 側式月台，右側開門     |
| 9號線月台 | 西行               | 只限落客               |
| 9號線月台 | 東行               | 往蒙特勒伊鎮（比揚古） |
| 9號線月台 | 島式月台，右側開門 |                        |
| 9號線月台 | 東行               | 無定期服務             |